# Estância Velha
Estância Velha is een gemeente in de Braziliaanse deelstaat Rio Grande do Sul. De gemeente telt 43.906 inwoners (schatting 2009).